# De Grolsch Veste
De Grolsch Veste (tidligere kendt som Arke Stadion) er et hollandsk stadion tilhørende den hollandske Eredivisie-klub FC Twente. De ligger i den hollandske by Enschede, tæt på Twente Universitet. Det er et all-seater-stadion med plads til 30.205 tilskuere.
Stadion er under ombygning, for at kunne lægge græstæppe til VM i fodbold i enten 2018 eller 2022, såfremt at Holland og Belgien har held med deres forsøg på at vinde værtsskabet. Stadion kollapsede 7. juli 2011 og en bygningsarbejder blev dræbt under det nedstyrtede tag.